# Römermuseum Grabenstätt

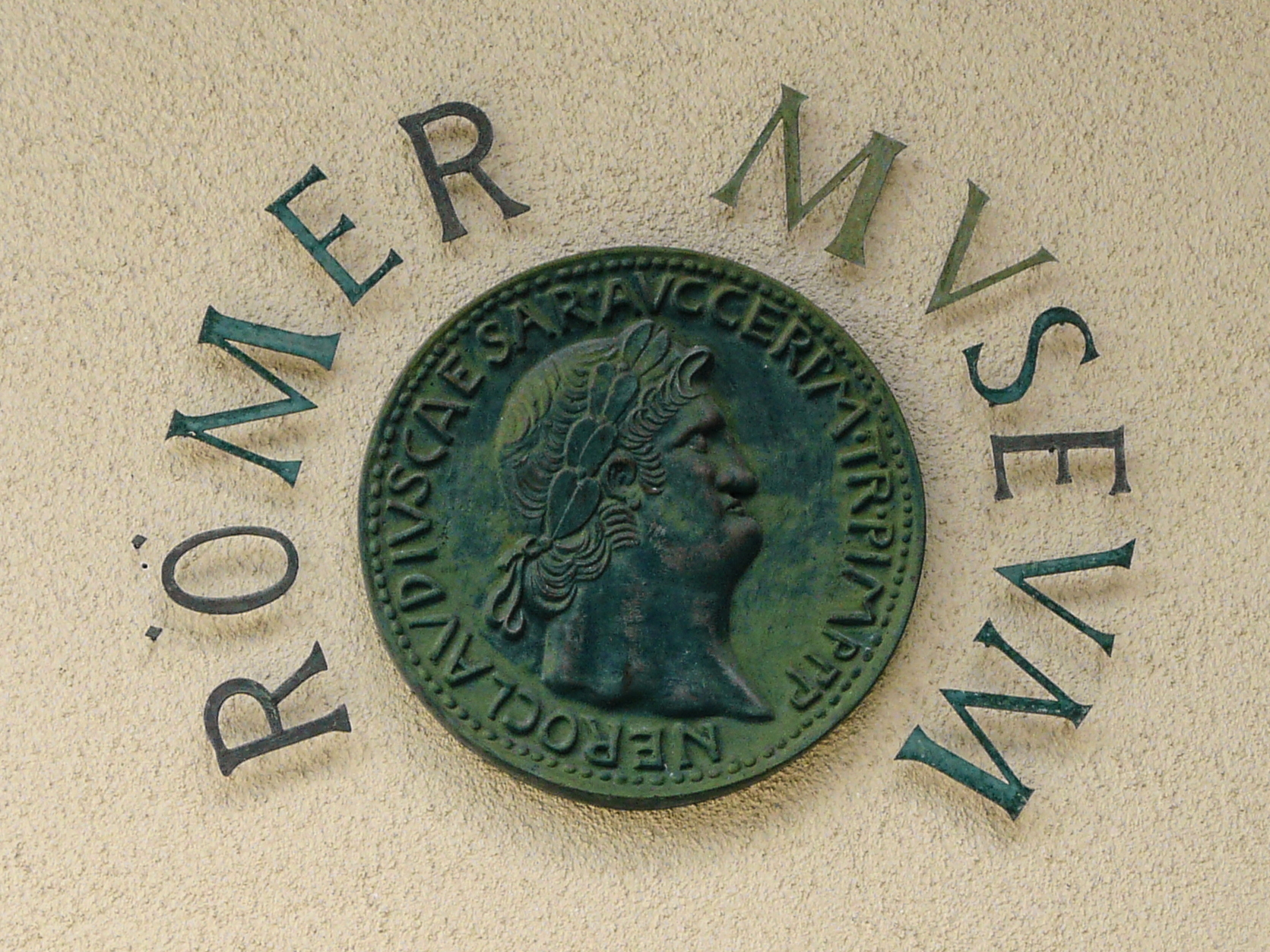
Logo des Römermuseum in Grabenstätt

Das gemeindliche Römermuseum Grabenstätt ist entstanden aus der Privatsammlung Multerer und befindet sich seit August 2012 in der Schlossökonomie hinter dem Rathaus in Grabenstätt im oberbayerischen Landkreis Traunstein.
Das Museum zeigt archäologische Funde aus römischen Siedlungen der näheren Umgebung. Das Glanzstück der Ausstellung ist eine Kopie der ältest exakt datierbaren Urkunde Bayerns, das Militärdiplom von Geiselprechting aus dem Jahr 64 n. Chr.
Reste von Wandmalereien und Mosaiken aus einer im 19. Jahrhundert bei Erlstätt entdeckten Villa rustica zeugen von Luxus und Wohnkultur in der römischen Provinz. Gebrauchsgegenstände, Arbeitsgeräte, Münzen, sowie Karten und Repliken von Kunstgegenständen veranschaulichen die überregionalen Kontakte der provinzialrömischen Bevölkerung in den ersten drei Jahrhunderten nach Christus.